# Filiberto Ojeda Ríos
Filiberto Ojeda Ríos (26 de abril de 1933 - 23 de septiembre de 2005) fue el "responsable general" del Ejército Popular Boricua, organización independentista marxista de extrema-izquierda conocida como los Macheteros, con base en Puerto Rico y una considerable cantidad de militantes en los Estados Unidos continentales.

## Ejército Popular Boricua (EPB)
Algunos historiadores señalan que el EPB fue conocido inicialmente como las Fuerzas Armadas de la Liberación Nacional (FALN), también tienen militantes en otros países que apoyan la independencia de Puerto Rico de los Estados Unidos. El FBI (Oficina Federal de Investigaciones) clasifica a los Macheteros como una organización terrorista por su resistencia al dominio estadounidense en la isla. Ojeda Ríos fue prófugo de la justicia y uno de los individuos más buscados por el FBI durante la década de 1990.
Bajo el liderazgo de Ojeda, las FALN reclamaron la responsabilidad por el ataque al establecimiento Fraunces Tavern, en Nueva York, a finales de la década de los 1980, donde murieron 5 estadounidenses. Ojeda fue dejado en libertad bajo palabra en 1990 con un grillete electrónico. No obstante, el 23 de septiembre de ese mismo año, Ojeda se quitó el grillete con la intención de regresar a la clandestinidad y lo abandonó en las oficinas del semanario independentista Claridad.

## Caso Wells Fargo
Su rol en el histórico asalto de un depósito de la Wells Fargo en Hartford (Connecticut) en 1983, causó que el gobierno federal de los Estados Unidos lo acusara y encarcelara a finales de los años ochenta junto a otros 19 miembros de la organización. Los Macheteros lograron sustraer poco más de 7 millones de dólares con la ayuda de Víctor Manuel Gerena quien fungía como guardia de seguridad de la empresa de valores. El dinero se utilizó para financiar las actividades del grupo independentista, así como para regalar juguetes a los niños pobres de Chicago en la Navidad de 1983.

## Muerte
Ojeda Ríos fue asesinado el 23 de septiembre de 2005 por agentes especiales del FBI en la localidad puertorriqueña de Hormigueros. Después de rodear su casa, los agentes abrieron fuego contra Ojeda, quien estuvo herido por varias horas, mientras los agentes observaban. Finalmente murió desangrado, en un evento que recorrió el mundo entero, pues los medios se encontraban presentes en el operativo. Su muerte causó protestas por parte de los partidos Popular Democrático (PPD) e Independentista Puertorriqueño (PIP), así como condenas por parte de organizaciones no gubernamentales. Incluso guerrillas como el ELN condenaron el asesinato del líder independentista.
El secretario de Justicia de Puerto Rico radicó demandas en la corte federal para obligar al FBI a proveer toda la información relacionada al operativo, pero el juez federal a cargo del caso denegó el pedido.(1)

## En la cultura popular
Rebelión en el Paraíso: Los Macheteros | Los Archivos Del FBI T7 Ep5 ID Discovery Channel
En este episodio, se narran los acontecimientos que dieron lugar a la captura de Filiberto Ojeda, vistos desde la perspectiva del FBI.
Filiberto Ojeda Ríos ha sido protagonista de una historieta de la publicación "Posibilidades" y es referenciado en freestyle del rapero Tempo grabado desde la prisión y en las canciones Querido FBI del cantante puertorriqueño Residente (Calle 13) y en la canción «HF» del también cantante puertorriqueño Mikie Rivera.
Todavía existe un gran apoyo popular a Filiberto por su asesinato a manos del FBI.
Filiberto Ojeda también es mencionado por cantautores de las FARC-EP en el compilatorio "La expedición" Archivado el 21 de septiembre de 2016 en Wayback Machine. en la que es homenajeado junto a otros líderes independentistas del Caribe. Así mismo, se lo nombra en canciones de Getto & Gastam, Buddha's Family, Baby Rasta & Gringo, y MC Ceja.
En el 2018 se estrenó en Nueva York el documental biográfico titulado Filiberto, de 75 minutos de duración, fue dirigido y producido por Freddie Marrero Alfonso y editado por Tito Román Rivera.
Ojeda Ríos era trompetista de profesión e impartía clases de trompeta, siendo uno de sus discípulos el trompetista cubano Arturo Sandoval. 
Participó como trompetista en la afamada orquesta puertorriqueña La Sonora Ponceña.